# Nectria funicola
Nectria funicola är en svampart som beskrevs av Berk. & Broome 1860. Nectria funicola ingår i släktet Nectria och familjen Nectriaceae.   Inga underarter finns listade i Catalogue of Life.
I den svenska databasen Dyntaxa används istället namnet Nectriella funicola för samma taxon.  Arten är reproducerande i Sverige.